# Ким, Роман Николаевич
Рома́н Никола́евич Ким, имя при рождении — Ким Ги Рён (кор. 김기용; 1 августа 1899, Владивосток — 14 мая 1967, Москва) — русский советский писатель корейского происхождения, автор популярных шпионских романов, в 1920—1940-е годы сотрудник японского отдела советской разведки (ИНО ОГПУ).

## Биография
Согласно рассказам самого Романа Кима (документальных подтверждений им нет), его отец, Ким Бён Хак, был мелким чиновником корейского министерства финансов; мать — дальней родственницей королевы Мин. В 1885 году он был сослан в провинцию за участие в заговоре Ким Ок Кюна. В 1895 году эмигрировал в Россию, где крестился, приняв имя Николай Николаевич Ким, и стал купцом 2-й гильдии. Впрочем, в письме японского коммерческого агента Тосицунэ Каваками министру иностранных дел Тадасу Хаяси (1906) упоминается, что купец Николай Ким живёт во Владивостоке уже четверть века, то есть с 1881 или 1882 года, что ставит под сомнение слова Романа. Мать Романа, по российским документам Наталья Тимофеевна Мин, в 1907 или 1908 году вернулась в Сеул и там скоропостижно умерла.
Роман родился во Владивостоке. В 7 лет был послан на учёбу в Японию: с 1907 года учился сначала в начальной школе Ётися, затем в колледже Фуцубу при университете Кэйо в Токио. В автобиографиях Роман Ким утверждал, что учился в Японии до 1917 года, но согласно архиву колледжа, он был отчислен в начале 1913 года «по семейным обстоятельствам», после чего вернулся во Владивосток. В августе 1917 года экстерном окончил шесть классов гимназии и поступил в седьмой класс Владивостокской гимназии, которую окончил в апреле 1919 года. Осенью того же года поступил в Восточный институт (в 1920 году преобразованный в университет). В 1923 окончил восточный факультет Владивостокского университета, во время учёбы стал одним из учредителей Дальневосточного отдела Всероссийской научной ассоциации востоковедения. К этому периоду (японской интервенции) относятся его первое взаимодействие с разведкой и контрразведкой: был призван сначала белым правительством Приморья как знаток японского языка. Видимо, тогда же начал сотрудничать с большевиками (поскольку местные корейцы склонялись к коммунистам, а не к белым). К этому периоду относится знакомство, о котором он в старости рассказал Юлиану Семенову: о знакомстве с большевистским шпионом, образ которого вдохновит семеновского Исаева. Ким станет прототипом связного Исаева, корейца Чена по прозванию Марейкис в романе «Пароль не нужен»; в советской экранизации эту роль сыграет Василий Лановой, в сериале «Исаев» (2009) — Андрей Мерзликин.
В 1923—1930 преподавал китайскую и японскую литературу в Московском институте востоковедения. На эту же тему публиковал научно-популярные и журналистские статьи.
С 1924 выступал как переводчик, дебютировав переводами двух рассказов Акутагавы Рюноскэ. Написал глоссы к книге Бориса Пильняка «Корни японского солнца» (1927). Однако сблизиться с литературными кругами в тот период не удалось из-за большой занятости по основной работе.
Летом 1927 года откомандирован ОГПУ в Крым для участия в Экспедиции подводных работ особого назначения в целью подъема со дна Балаклавской бухты британского золота (поиски «Черного Принца»), так как руководство ОГПУ согласилось допустить к подводным работам в Балаклавской бухте японскую компанию «Синкай когёсё кабусики гайся». 
По мнению историков, внес огромный вклад в борьбу с Японией, как один из считанных сотрудников Лубянки, владевших японским языком, как родным, и умевших читать скоропись. С 1923 года — секретный сотрудник (формально переводчик) контрразведывательного отдела ОГПУ, с 1932 — оперуполномоченный, с 1934 года — сотрудник для особых поручений Особого отдела ГУГБ НКВД в звании старшего лейтенанта госбезопасности (отвечал за всю контрразведывательную работу по линии японского посольства, военного атташата и японских граждан, пребывающих в Москве).
С 1928 года участвовал в операции «Генерал», целью которой было дезинформирование японцев о потенциале, вооружении и планах РККА (успешно продолжалась до «ежовской чистки» НКВД в 1937 году). Согласно справке НКГБ СССР, составленной в 1945 году, при непосредственном участии Кима, через находившуюся с ним на связи агентуру или другими оперативными работниками (в последнем случае Ким занимался дешифровкой и переводом) было получено свыше 2000 секретных японских документов. «В частности, им были добыты документы, которые свидетельствовали об активной подготовке японцев к нападению на Советский Союз… За время работы в агентурной сети и в аппарате органов ОГПУ-НКВД лично вербовал и знал ряд агентов из числа японцев и советских граждан, которые дали ценные результаты». Был награждён орденом Красной Звезды (№ 1108) и знаком «Почётный работник ВЧК-ГПУ» (№ 857), дважды — именным оружием, а также медалью «За победу над Японией» (15.05.1946 г.).
2 апреля 1937 года Ким был арестован как «японский шпион», 9 июля 1940 г. осуждён по статье 58-1а УК РСФСР на 20 лет. Во время войны находился в тюремной камере на Лубянке, делая то же самое, что до ареста, только без выхода на улицу — выполнял задания по дешифровке и переводу перехваченных японских радиограмм. В конце 1945 г. его дело было пересмотрено, и срок сокращён до уже отбытого. Освобождён 29 декабря 1945, реабилитирован в феврале 1959 года.
- 1-й брак — Зоя Яковлевна Заика (развелись; во втором браке — Гиллевич).
  - Сын — Аттик Романович Ким (1923—?), участник Великой Отечественной войны[3][4], инженер. Внучки: Галина и Елена.
- 2-й брак (с 1928) — японовед Мариам Самойловна Цын (1904/05—2002)[5], развелись.
  - Сын — Виват (1930-е—1944). После ареста отца и матери (Мариам Цын была арестована 19 апреля 1937 года как ЧСИР) воспитывался в семье тети Веры Самойловны[1].
- 3-й брак (с 1946) — Любовь Александровна Шнейдер (1907—1965), сотрудник ОГПУ.

С 1950 года Ким выступает как автор романов о шпионаже и детективов. Они переведены на многие языки.

Произведения Кима написаны легко и увлекательно, отличаются богатством местного колорита (преимущественно это Дальний Восток), агрессивны и не всегда психологически достоверны.
— Вольфганг Казак
Роман Ким фактически был «крестным отцом» в литературе братьев Стругацких. Он редактировал первую повесть Аркадия Стругацкого «Пепел Бикини», был заказчиком их первой совместной работы — фантастической повести «Извне» (она не вошла в задуманный Кимом альманах, но была издана в «Детгизе»), вместе с И.Ефремовым и К.Андреевым дал братьям рекомендацию для вступления в Союз писателей СССР. Ким одним из первых читал в рукописи «Улитку на склоне», которую Стругацкие впоследствии назовут самым значительным своим произведением. Вспоминая о своей писательской карьере, братья Стругацкие называли Романа Кима в числе тех деятелей СП СССР, благодаря которым стал возможен «мощный расцвет современной советской фантастики».
Похоронен на Ваганьковском кладбище в Москве.

## Сочинения
- Ноги к змее (Глоссы) // Пильняк Б. Корни японского солнца. Л., 1927.
- Три дома напротив, соседних два. М., 1934.
- Три рассказа (Приморские комментаторы; Чистая речка у подножия горы; Японский пейзаж) // Год XVIII. Альманах седьмой. М., 1935
- Тетрадь, найденная в Сунчоне // «Новый мир», 1951, № 5 — повесть, написанная в форме отчёта японского шпиона во время Корейской войны
- Девушка из Хиросимы // «Октябрь», 1954, № 8-9
- Агент особого назначения. Кобра под подушкой. М.: Сов. писатель, 1962.
- По прочтении сжечь // «Наш современник», 1962, № 1-2
- Кто украл Пуннакана? // «Октябрь», 1963, № 10
- Школа призраков // «Наш современник», 1965, № 8-10
- Дело об убийстве Шерлока Холмса // «Наш современник», 1966, № 4
- Тайна ультиматума. Повести и рассказы. М.: Молодая гвардия, 1969

### Составитель
- Японская новелла. 1945—1960. М., 1961